# Переваловка
Перева́ловка (до 1945 года Эльбузлы́; укр. Перевалівка; крымскотат. El Buzlu, Эль Бузлу) — село на юго-востоке Крыма. Входит в Городской округ Судак Республики Крым (согласно административно-территориальному делению Украины — Грушевский сельский совет Судакского горсовета Республики Крым).

## Современное состояние
На 2018 год в Переваловке числится 12 улиц; в селе, по данным сельсовета на 2009 год, на площади 61 гектар, в 300 дворах, проживало 727 человек. В селе действуют фельдшерско-акушерский пункт, сельский клуб. Переваловка связана автобусным сообщением с Судаком, городами Крыма и соседними населёнными пунктами.
Название села происходит от слова «бузлы» — «замёрзший»: температура на перевале может быть на 10 градусов ниже, чем в соседних населённых пунктах.

## Население
| 2001 | 2014 |
| ---- | ---- |
| 687  | ↗776 |

Всеукраинская перепись 2001 года показала следующее распределение по носителям языка
| Язык             | Процент |
| ---------------- | ------- |
| русский          | 54.44   |
| крымскотатарский | 37.55   |
| украинский       | (6.99   |
| другие           | 0.15    |

### Динамика численности
| - 1805 год — 108 чел. - 1864 год — 88 чел. - 1889 год — 220 чел. - 1902 год — 325 чел. - 1915 год — 476 чел. | - 1926 год — 375 чел. - 1989 год — 564 чел. - 2001 год — 687 чел. - 2009 год — 727 чел. - 2014 год — 776 чел. |

## География
Переваловка расположена на севере центральной части территории горсовета, около 19 километров (по шоссе) от Судака, ближайшая железнодорожная станция — Феодосия — примерно в 39 километрах. Село лежит в верховье небольшой речки Салы (Такетская балка), притоке Мокрого Индола, у перевала Тат-Кара или Грушевский (отсюда современное название) юго-восточной части Главной гряды Крымских гор, с юга гора Апалы (677 м), высота центра села над уровнем моря 387 м. Известный писатель Евгений Марков во второй половине XIX века так описывал селение 
Татарская полуопустевшая деревня Эли-бузла составляет раздельный пункт между огородными и виноградными долинами, между степным и морским склоном гор. С нее начинает спускаться горная дорога к югу, и горные ручьи начинают течь в море. Если вы не очень спешите, советую вам побродить по лесным холмам этой тихой, затерянной деревушки, пока не схлынет невыносимый даже в мае крымский жар.
 Соседние населённые пункты — Лесное в 2 км на юго-запад и Грушевка в 3,5 км севернее, ближайшая железнодорожная станция — Феодосия в 35 км. Транспортное сообщение осуществляется по региональной автодороге 35К-006 Судак — Грушевка (по украинской классификации — P-35).

## История
Считается, что селение, как Buzult, упомянуто в договоре консула Каффы Джанноне дель Боско от имени Генуи с наместником Солхата Элиас-Беем Солхатским 1381 года, согласно которому, «гористая южная часть Крыма к северо-востоку от Балаклавы», с её поселениями и народом, который суть христиане, полностью переходит во владение капитанства Готия. Других данных, подтверждающих вхождение Эльбузлы в генуэзские колонии и, впоследствии, в Османскую империю пока неизвестно. Селение встречается в «Османском реестре земельных владений Южного Крыма 1680-х годов», согласно которому в 1686 году (1097 год хиджры) несколько жителей Элбузду, все мусульмане, владели участками земли в селениях Согуксу, Кутлак и на виноградниках Сугдак. Судя по имеющимся данным селение всегда было в составе Крымского ханства: согласно Камеральному Описанию Крыма… 1784 года Элбузлу входил в отдельный крохотный (всего из 6 деревень) Беш Кабакский кадылык Кефинского каймаканства.

После присоединения Крыма к России (8) 19 апреля 1783 года, (8) 19 февраля 1784 года, именным указом Екатерины II сенату, на территории бывшего Крымского Ханства была образована Таврическая область и деревня была приписана к Левкопольскому, а после ликвидации в 1787 году Левкопольского — к Феодосийскому уезду Таврической области. В 1780-х годах имение Эль-бузлу было пожаловано адмиралу Николаю Семеновичу Мордвинову. В труде Петра Симона Палласа «Наблюдения, сделанные во время путешествия по южным наместничествам Русского государства в 1793—1794 годах» это описано так 
Немного далее достигают деревни Эльбузлы; у ручья, там протекающего, и вблизи хороших источников, кроме татарской деревни, находятся ещё и русские поселения, устроенные с большими издержками владельцем поместья адмиралом Мордвиновым. Татары этой деревни содержат стада буйволов, которых вообще в Крыму мало видно; здесь в холодной местности они, как и молдавские, малы ростом и хорошо защищены черной шерстью, а небесшерстны, как персидские или астраханские. Их содержат не только ради жирного молока, но главным образом потому, что они могут перевозить гораздо более тяжелые грузы, чем обыкновенные волы.
 После Павловских реформ, с 1796 по 1802 год, входила в Акмечетский уезд Новороссийской губернии. По новому административному делению, после создания 8 (20) октября 1802 года Таврической губернии, Эльбузлы был включён в состав Кокташской волости Феодосийского уезда.
По Ведомости о числе селений, названиях оных, в них дворов… состоящих в Феодосийском уезде от 14 октября 1805 года, в деревне Эльбузлу числилось 16 дворов и 131 житель, исключительно крымских татар. На военно-топографической карте генерал-майора Мухина 1817 года деревня Ельбузла обозначена с 34 дворами. После реформы волостного деления 1829 года Эльбузлы, согласно «Ведомости о казённых волостях Таврической губернии 1829 года» остался в составе Кокташской волости. Затем, видимо, вследствие эмиграции крымских татар в Турцию, население несколько сократилось и на карте 1836 года в деревне 22 двора, как и на карте 1842 года.
В 1860-х годах, после земской реформы Александра II, деревню приписали к Салынской волости. Согласно «Списку населённых мест Таврической губернии по сведениям 1864 года», составленному по результатам VIII ревизии 1864 года, Эльбузла — владельческая деревня татар и русских с 20 дворами, 88 жителями, мечетью и сельской почтовой станцией при фонтане. На трёхверстовой карте Шуберта 1865—1876 года Эльбузлы обозначен всего с 9 дворами. В путеводителе Сосногоровой 1871 года описывется имение графа Мордвинова Суук-Су с обширными и богатыми лесами, хорошим владельческим домом подле богатого водой горного источника (в доме жил управляющий). В «Памятной книге Таврической губернии 1889 года» по результатам Х ревизии 1887 года Эльбузлы записаны с 36 дворами и 220 жителями.
После земской реформы 1890-х годов село осталось в составе преобразованной Салынской волости. На верстовой карте 1890 года в деревне обозначено 45 дворов с русско-татарским населением. По «…Памятной книжке Таврической губернии на 1902 год» в деревне Эльбузла, входившей в Салынское сельское общество, числилось 325 жителей, домохозяйств не имеющий. На 1914 год в селении действовало земское училище. По Статистическому справочнику Таврической губернии. Ч.II-я. Статистический очерк, выпуск пятый Феодосийский уезд, 1915 год, в селе Эльбузлы Салынской волости Феодосийского уезда числилось 49 дворов (все дворы безземельные) со смешанным населением в количестве 476 человек приписных жителей, из которых 250 мужчин и 256 женщин. Жители землёй не владели, в хозяйствах имелось 99 лошадей, 42 вола, 100 коров и 313 голов овец, свиней, или коз.

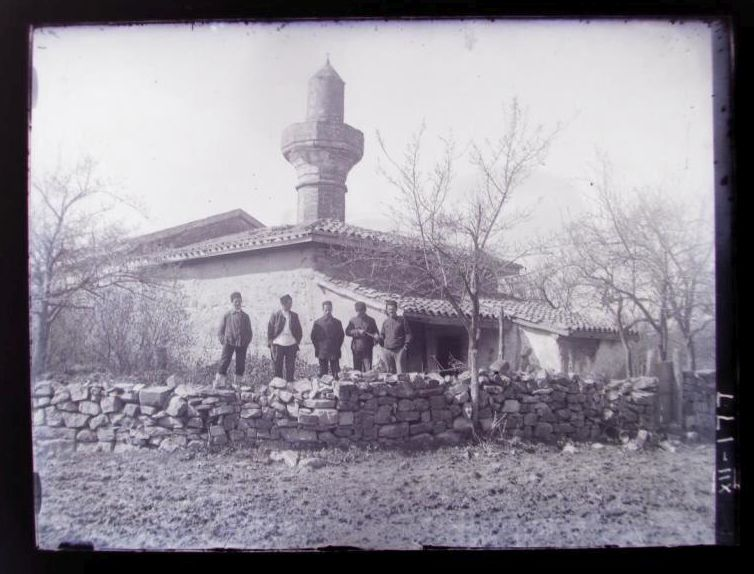
Мечеть Эль-Бузлы, 1920 год.

После установления в Крыму Советской власти, по постановлению Крымревкома от 8 января 1921 года была упразднена волостная система и село включили в состав вновь созданного Судакского района Феодосийского уезда,, а в 1922 году уезды получили название округов. 11 октября 1923 года, согласно постановлению ВЦИК, в административное деление Крымской АССР были внесены изменения, в результате которых округа ликвидировались и Судакский район стал самостоятельной административной единицей. Согласно Списку населённых пунктов Крымской АССР по Всесоюзной переписи 17 декабря 1926 года, в селе Эльбузлы, центре Эльбузлынского сельсовета Судакского района, числилось 87 дворов, из них 3 крестьянских, население составляло 375 человек, из них 188 татар, 182 русских, 3 украинца, 1 грек, 1 болгарин, действовала русско-татарская школа.
В 1944 году, после освобождения Крыма от фашистов, согласно постановлению ГКО № 5859 от 11 мая 1944 года, 18 мая крымские татары были депортированы в Среднюю Азию. 12 августа 1944 года было принято постановление № ГОКО-6372с «О переселении колхозников в районы Крыма» и в сентябре 1944 года в район приехали первые новоселы (2469 семей) из Ставропольского и Краснодарского краёв, а в начале 1950-х годов последовала вторая волна переселенцев из различных областей Украины. Указом Президиума Верховного Совета РСФСР от 21 августа 1945 года Эльбузлы был переименован в Переваловку и Эльбузлынский сельсовет — в Переваловский. С 25 июня 1946 года Переваловка в составе Крымской области РСФСР, а 26 апреля 1954 года Крымская область была передана из состава РСФСР в состав УССР. Указом Президиума Верховного Совета УССР «Об укрупнении сельских районов Крымской области», от 30 декабря 1962 года Судакский район был упразднён и село включили в состав Алуштинского района. Видимо, в ходе той же кампании укрупнения, был ликвидирован сельсовет (на 1960 год он ещё числился, а на 1968 год уже не существовал). 1 января 1965 года, указом Президиума ВС УССР «О внесении изменений в административное районирование УССР — по Крымской области» Переваловка предана в состав Феодосийского горсовета. В 1979 году был воссоздан Судакский район и село передали в его состав. По данным переписи 1989 года в селе проживало 564 человека. С 12 февраля 1991 года село в восстановленной Крымской АССР. Постановлением Верховного Совета Автономной Республики Крым от 9 июля 1991 года Судакский район был ликвидирован, создан Судакский горсовет, которому переподчинили село. 26 февраля 1992 года Крымская АССР переименована в Автономную Республику Крым. С 21 марта 2014 года в составе Крыма аннексирована Россией, с 5 июня 2014 года в Городском округе Судак.
На кладбище села находится памятник — объект культурного наследия народов России регионального значения — Братская могила советских воинов и партизан. Советские воины, погибшие в боях за освобождение села Переваловка из состава 227-й стрелковой дивизии, 257-го Отдельного танкового полка, а также партизаны, принимавшие участие в освободительном движении, погибшие в 1944 году, захоронены на сельском кладбище села Переваловка в братской могиле. Установлен памятник в виде трехступенчатой четырёхгранной усеченной пирамиды, увенчанной пятиконечной звездой. На лицевой стороне мемориальная доска: «Вечная память 1941—1945»  Объект культурного наследия народов РФ регионального значения. Рег. № 911710938240005 (ЕГРОКН).

## Интересный факт
Существует версия, что на кладбище деревни Эльбузлы, 1826 году, была похоронена графиня Жанна де Ламотт, прототип Миледи из романа Александра Дюма «Три мушкетёра».